# تروآکی موکایاما
تروآکی موکایاما (انگلیسی: Teruaki Mukaiyama; ۵ ژانویهٔ ۱۹۲۷ – ۱۷ نوامبر ۲۰۱۸) دانشمند در زمینه شیمی آلی اهل ژاپن بود.
وی همچنین برندهٔ جوایزی همچون شخص افتخار فرهنگ شده‌است.